# Лопес Уэска, Карлос Даниэль
Карлос Даниэль Лопес Уэска (исп. Carlos Daniel López Huesca; род. 12 июня 1990, Аликанте), более известный как Карлитос (исп. Carlitos) — испанский футболист, нападающий греческого клуба «Атромитос» Афины.

## Клубная карьера
Футбольную карьеру начинал в составе клуба «Торрельяно Иллисе».
1 июля 2017 года перешёл в польский клуб «Висла» Краков. 14 июля 2017 года в матче против клуба «Погонь» Щецин дебютировал в чемпионате Польши.
9 сентября 2019 года стал игроком эмиратского клуба «Аль-Вахда» Абу-Даби. 20 сентября 2019 года в матче против клуба «Аль-Фуджайра» дебютировал в чемпионате ОАЭ.
28 января 2020 года подписал контракт с греческим клубом «Панатинаикос». 13 сентября 2020 года в матче против клуба «Астерас» дебютировал в чемпионате Греции.

## Достижения
«Легия»
- Серебряный призёр чемпионата Польши (2): 2018/19, 2022/23
- Обладатель кубка Польши: 2022/23

«Панатинаикос»
- Обладатель кубка Греции: 2021/22

## Клубная статистика
| Игровая карьера | Игровая карьера      | Игровая карьера | Лига | Лига | Кубок | Кубок | Межд. | Межд. | СК | СК |
| --------------- | -------------------- | --------------- | ---- | ---- | ----- | ----- | ----- | ----- | -- | -- |
| 2017/18         | Висла (Краков)       | А               | 36   | 24   | —     | —     | —     | —     | —  | —  |
| 2018/19         | Легия                | А               | 36   | 16   | 3     | 1     | 5     | 2     | 1  | 0  |
| 2019/20         | Легия                | А               | 2    | 0    | —     | —     | 6     | 2     | —  | —  |
| 2019/20         | Аль-Вахда (Абу-Даби) | А               | 9    | 5    | 4     | 2     | —     | —     | —  | —  |
| 2020/21         | Панатинаикос         | А               | 32   | 6    | 2     | 0     | —     | —     | —  | —  |
| 2021/22         | Панатинаикос         | А               | 30   | 10   | 5     | 2     | —     | —     | —  | —  |
| 2022/23         | Панатинаикос         | А               | —    | —    | —     | —     | 1     | 0     | —  | —  |
| 2022/23         | Легия                | А               | 21   | 1    | 4     | 3     | —     | —     | —  | —  |
| 2023/24         | Ламия                | А               | 22   | 10   | —     | —     | —     | —     | —  | —  |
| 2024            | Астана               | А               | 3    | 0    | —     | —     | —     | —     | —  | —  |